# Медведев, Валерий Владимирович
Вале́рий Влади́мирович Медве́дев (при рождении — Вале́рий Ива́нович Мари́нин; 16 марта 1923, Ишим, Тюменская губерния, РСФСР, СССР — 16 февраля 1997 (по другой версии 19 февраля 1998 г.), Москва, Россия) — советский и российский писатель, актёр.

## Биография
Родился в Ишиме (ныне Тюменская область) в семье комиссара РККА Ивана Павловича Маринина и медсестры Эмилии Ивановны Шевченко. Родители познакомились в 1919 году в госпитале, где лечился Иван, и поженились спустя год. Валерий был их средним ребёнком, у него были старший брат Леонид (род. в 1921 году) и младший брат Владимир (род. в 1928 году).
В 1935 году семья переехала в Челябинск, где отец будущего писателя получил должность начальника областного управления коневодства. Валерий Маринин занимался в челябинском Доме художественного воспитания детей рисованием, лепкой, хореографией, театральным искусством; окончил школу № 1. Писать стихи и рассказы, преимущественно юмористического содержания, начал ещё в школе.
В 1937 году Иван Маринин был арестован и расстрелян по обвинению в контрреволюционной деятельности (ст. 58 Уголовного кодекса РСФСР). Спустя полгода была арестована и Эмилия, после чего Валерий с братьями были отданы в челябинский детский дом. Через некоторое время Валерия усыновил актёр Челябинского драматического театра Владимир Медведев, давший ему свои отчество и фамилию. Эмилия провела в заключении 14 месяцев, после чего воссоединилась с Леонидом и Владимиром. Леонид и Владимир не пережили Вторую Мировую войну: Владимир погиб в 1941 году на Украине, где он гостил у бабушки (оба погибли под бомбёжкой), Леонид скончался в октябре 1942 года от тяжёлых ран в госпитале. Эмилия умерла в Челябинске в 1949 году.

### Кино, театр
В конце 1930-х годов Валерий Медведев стал играть небольшие роли в Челябинском драматическом театре под наставничеством П. И. Кулешова, челябинской оперетте.
В 1940 году поступил на режиссёрский факультет Государственного института театрального искусства (ГИТИС), с которого в начале Великой Отечественной войны был призван в армию.
В 1942 году исполнил роль Петьки в фильме Александра Столпера и Бориса Иванова «Парень из нашего города», в 1943 году — роль Васеньки в фильме Фридриха Эрмлера «Она защищает Родину». После демобилизации окончил ГИТИС (1952; класс Ю. А. Завадского), играл в спектаклях Театра имени Моссовета. Автор сценария приключенческого фильма «Свистать всех наверх!» (совместно с Альбертом Ивановым, 1968), либретто музыкальной комедии «День чудес».

## Память
На стене дома в Ишиме, где жила семья Марининых, установлена мемориальная доска с именем Валерия Медведева. О жизни и творчестве писателя сняты документальные фильмы «Грустная биография весёлого человека» и «Родом из Сибири».

## Фильмография

### Роли в кино
| Год  |   | Название                | Роль     |
| ---- | - | ----------------------- | -------- |
| 1942 | ф | Парень из нашего города | Петька   |
| 1943 | ф | Она защищает Родину     | Васенька |

### Сценарии
- 1968 — Свистать всех наверх! (совместно с Альбертом Ивановым)

### Экранизации произведений
- 1957 — Тихая пристань (мультфильм)
- 1963 — Баранкин, будь человеком! (мультфильм по одноимённой повести)
- 1979 — Капитан Соври-голова (по мотивам повестей «Капитан Соври-голова» и «Непохожие близнецы»)

## В музыке
- 1965 — «Баранкин, будь человеком!» (оперетта по мотивам одноимённой повести)

## Награды и премии
- Диплом Международного конкурса имени Х. К. Андерсена
- 1980 — Почётный диплом Международного совета по детской и юношеской литературе (IBBY)
- 1983 — Почётная грамота Президиума Верховного совета РСФСР — за многолетнюю плодотворную литературную и общественную деятельность и в связи с 60-летием со дня рождения[6]
- 1983 — Государственная премия РСФСР имени Н. К. Крупской — за книгу «Фантазии Баранкина»
- 1986 — Орден Отечественной войны II степени[7]

### Повести. Рассказы
- «Голоса» («Как Воробьёнок придумал голосами меняться и что из этого вышло») (сказка) (1957)
- «Гусёнок третьего сорта» (также публиковалась под названием «Гусёнок Заплаткин») (1960)
- «Вовка Веснушкин в стране заводных человечков» (1963)
- «Тире-тире-точка» (1965)
- «Сделайте весёлое лицо» (1970)
- «Капитан Соври-Голова» (1971)
- «Свадебный марш» (1974)
- «Олимпийские тигры» (1974)
- «Непохожие близнецы» (1974)
- «Флейта для чемпиона» (1980)
- «Приключения солнечных зайчиков» (1982)
- «Звонок на перемену» (сборник рассказов) (1982)
- «Обыкновенный великан» (1983)
- «Фотографии проявить после войны…» (1983)
- «Димин Дед Мороз» (1984)
- «Кира выходит замуж» (1984)
- «Прыжок в известность» (рассказ)
- «Прыжок в известность» (сборник рассказов) (1986)
- «Плюс восьмое марта» (1986)
- «Привет от Капитана Соври-Голова» (2000)
- «Требуется сообщник для преступления» (2000)
- «Космические джинсы»
- «Незаряженное ружьё»
- «До свадьбы заживёт»
- «Экзамен на рыцаря, или Рыцарь на экзамене»
- «Грунькины были и небылицы»
- «Тридцать шесть и девять, или Мишкины и Валькины приключения в интересах всего человечества»
- «Баллада о роботе»
- «Братья Карандаши»
- «Летающая собака»
- «Стихи о школьной перемене»
- «Звездолёт „Брунька“»

#### «Фантазии Баранкина»
- «Баранкин, будь человеком!» (1961)
- «Сверхприключения сверхкосмонавта» (1977)
- «И снова этот Баранкин, или Великая погоня» (1989)
- «Неизвестные приключения Баранкина» (1996) (переработка «И снова этот Баранкин, или Великая погоня»)

### О Валерии Медведеве
- Медведев Валерий Владимирович / О. Глазова // Русские детские писатели. XX век : биобиблиогр. слов. — М. : Флинта : Наука, 1997. — С. 270—274. — ISBN 5-89349-010-X.
- Капитонова Н. А. Кто сказал: «Будь человеком!»? // От 7 до 17. — Челябинск, 2008. — № 7.
- Лепёхина О. Н. Творчество В. В. Медведева : дис. — М., 2000.
- Ожгибесова О. Весёлый человек из Ишима // Уральский следопыт. — 2005. — № 10. — С. 48—49.
- Медведев (Маринин) Валерий Владимирович / В. М. Пименова, А. И. Скориков // Челябинск : энциклопедия / сост. В. С. Боже, В. А. Черноземцев. — Испр. и доп. изд. — Челябинск : Каменный пояс, 2001. — С. 507. — ISBN 5-88771-026-8.
- Пучинян Д. Воспитывать ум и образовывать сердце : О творчестве Валерия Медведева // Детская литература. — 1979. — № 4. — С. 43—45.